# Сиповская, Наталия Владимировна
Ната́лия Влади́мировна Сипо́вская (род. 26 октября 1961, Саратов, СССР) — российский искусствовед, директор Государственного института искусствознания. Доктор искусствоведения.

## Биография
Окончила отделение истории искусств исторического факультета МГУ, аспирантуру Института искусствознания, защитив кандидатскую диссертацию «Искусство и быт в культуре фарфора в России второй половины XVIII века» (1992). Стажировалась в музеях Германии, Франции, Австрии. Доктор искусствоведения (2010), диссертация «Фарфор в русской художественной культуре XVIII века».
В 1984―1988 гг. — научный сотрудник усадьбы-музея в Кусково. С 1992 года — научный сотрудник Института искусствознания. С 2001 года — ответственный секретарь многотомного проекта «История русского искусства». С 2011 года — ведущий научный сотрудник. С 2013 года — директор Института искусствознания.
В 1989―1994 гг. — эксперт Министерства культуры СССР по Госфонду. В 1991―1995 гг. вела рубрики по антиквариату в газете «КоммерсантЪ», журналах «Деньги», «Домовой», «Эксперт». В 1994―1996 гг. — заместитель главного редактора журнала «Предмет искусства» и журнала «Медведь».
Учредитель издательства «Пинакотека» (1996), главный редактор одноимённого альманаха.

## Научная деятельность
Организатор многих выставок современных художников. Монография «Фарфор в России XVIII века» («Пинакотека», 2008, 392 с.).
Некоторые статьи:
- Национальные особенности русского фарфора XVIII века // Традиции и современность: Сб. — М.: ГИИ, 1989. — С. 58-67.
- Новая Аркадия, или Третий Рим: Особенности придворного быта в России XVIII века // Декоративное искусство. — 1991. — № 8. — С. 26-29.
- Русский фарфор екатерининского времени: реминисценции рококо в искусстве классицизма // Русский классицизм: Сб. — М.: ГИИ, Изобразительное искусство, 1994. — С. 64-73.
- Фарфор в России екатерининской поры // Вопросы искусствознания. — 1994. — № 2-3. — С. 196—207.
- Фарфор в русской усадьбе // Культура русской усадьбы: Сб. Общества изучения русской усадьбы. Вып. 1 (17). — М., 1994. — С. 165—167.
- Праздник в русской культуре XVIII века // Развлекательная культура России: Сб. —М.: ГИИ, 1996. — С. 29-45.
- Царственная молочница: Миф пасторали в культуре XVIII века // Пинакотека. — 1997. — № 2. — С. 65-69.
- Обеды «к случаю»: Настольные украшения XVIII века // Развлекательная культура в России. Вып. 2. — М.: ГИИ, 1998.
- Орденские сервизы // Пинакотека. — 1998. — № 5. — C. 16-21.
- «Веще знаменито по гостеприимству»: Праздники в русских усадьбах XVIII века // Эстетико-культурологические смыслы праздника: Сб. стат. памяти А. И. Мазаева / Отв. ред. И. В. Кондаков. — М.: ГИИ, 2009. — С. 164—176.
- Настольные декорации в России XVIII века // Искусствознание. — 2009. — № 3-4. — С. 335—357.
- Мода и политика фарфоровых собраний. Фарфор Петра Великого в Китайском зале Царскосельского дворца императрицы Елизаветы // Декоративное искусство и предметно-пространственная среда: Вестник МГУХПУ. — 2009. — № 2. — С. 67-82.
- Фарфор в системе сентиментальной образности // Дом Бурганова. — Пространство культуры. — 2010, № 2.
- Фарфор в русском интерьере XVIII века // Декоративное искусство и предметно-пространственная среда: Вестник МГУХПУ. — 2010. — № 2.
- Фарфор в русской культуре Павловского времени // Искусствознание. — 2013. — № 1-2[2].

## Семья
Муж ― Андрей Владимирович Толстой (1956—2016), директор НИИ теории и истории изобразительных искусств. Дочери ― Сабина (1982) и Вера (2002).

## Награды
- Золотая медаль Российской Академии художеств.
- Благодарность Президента Российской Федерации (14 октября 2021) — за заслуги в развитии отечественной культуры и искусства, многолетнюю плодотворную деятельность[3].